# Balthasar Seckman
Balthasar Seckman (29. januar 1645 i København – 1722) var en dansk jurist, søn af borgmester i København Balthasar Seckman (d. 1675) og Mette ther Borch.
Seckman blev 1662 fra vor Frue Skole dimitteret til universitetet. 1670 studerede han i Leiden og udgav her i trykken en ligtale over kong Frederik III.
1675 udnævntes han til gehejmeregistrator og sekretær i danske Kancelli. 1688 blev han beskikket til justitssekretær og 1711 til assessor i Højesteret, deputeret i generalkommissariatet og etatsråd.
Ved kollegiets deling året efter udnævntes han til at forestå søetatens generalkommissariat. Seckman gravsattes 9. februar 1722. Han ægtede 1678 Magdalena von Platou (23. januar 1661 – 8. februar 1693), datter af jægermester Abraham Jacob von Platou til Skørringe og Dorothea Knudsdatter.